# Рэй «Авария» Корриган
Рэй «Ава́рия» Ко́рриган (англ. Ray "Crash" Corrigan, наст. имя Ре́ймонд Бе́нард (англ. Raymond Benard); 14 февраля 1902[…], Милуоки, Висконсин — 10 августа 1976[…], Брукингс, Орегон) — американский киноактёр и каскадёр.

## Биография
Реймонд Бенард (согласно некоторым источникам — Бениц) родился 14 февраля 1902 года в городе Милуоки (штат Висконсин, США).
Он начал работу в Голливуде инструктором по фитнесу и физкультуре для звёзд кино. Однажды, работая с Долорес дель Рио, Реймонд был замечен её мужем, арт-директором MGM Седриком Гиббонсом, который предложил атлетическому юноше самому сняться в кино. Реймонд согласился, и с 1932 года начал сниматься в кино: и как полноценный актёр, и как каскадёр-дублёр без указания в титрах.
О происхождении своего прозвища Крэш сам Корриган в телеигре «Ставка — ваша жизнь» в 1959 году сказал, что оно взято из молодости, когда он увлекался игрой в американский футбол. В 1936 году Корриган исполнил главную роль в ленте «Подводное королевство». Его персонажа в этой картине также звали Крэш Корриган — и это имя стало его творческим псевдонимом до конца карьеры.
В 1958 году Корриган исполнил роль марсианского чудовища в фильме «Оно! Ужас из космоса», после чего 56-летний актёр удалился на покой.
Рэй Корриган скончался 10 августа 1976 года от инфаркта миокарда в городе Брукингс (штат Орегон). Похоронен на кладбище Инглвуд-Парк (город Инглвуд (Калифорния)). Согласно фото 2006 года, могила актёра не имеет ни памятника, ни надгробия, и никак не выделяется среди сотен подобных.

## Корриганвилл

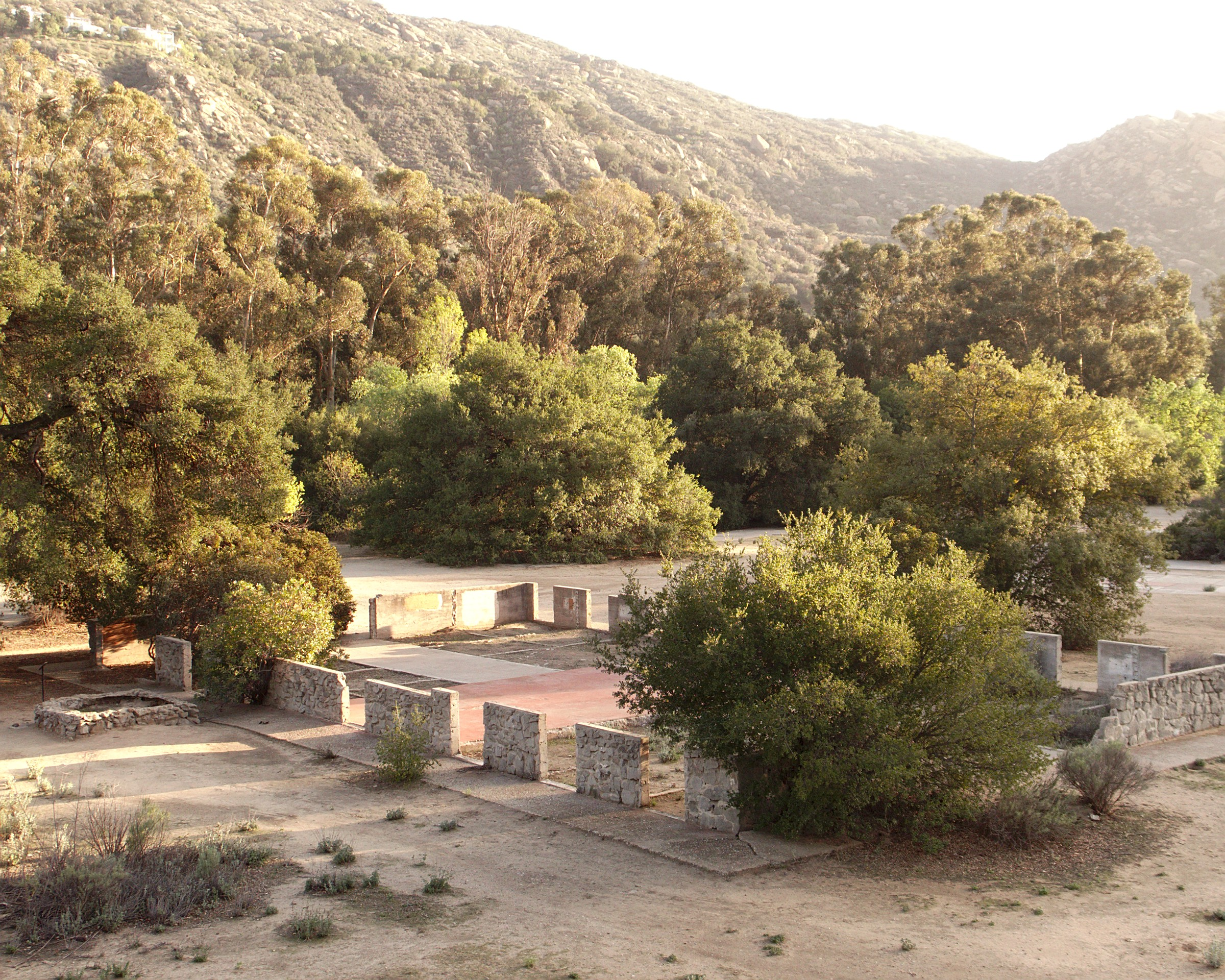
Корриганвилл (ранчо для съёмок)

В 1937 году Корриган за 11 354 доллара (ок. 196 000 долларов в ценах 2017 года) приобрёл участок земли площадью 0,77 км² у подножия гор Санта-Сюзана в долине Сими (Калифорния) и оборудовал его как так называемое «ранчо для съёмок» под названием «Корриганвилл». Здесь были озеро с бункером для подводных съёмок, горы, пещеры, скальные выступы, валуны, небольшой искусственный водопад, шахты. На территории был выстроен городок в духе Дикого Запада Силвертаун, где имелись все основные локации для съёмок вестернов: салун, гостиница, тюрьма, конюшня, кораль, кузница, торговые лавки, банк, церковь. В 1966 году это ранчо приобрёл известный актёр Боб Хоуп, который переименовал его в Хоуптаун и переоборудовал под трассу для мотогонок. В середине 1970-х годов ранчо было почти полностью уничтожено пожаром, а в конце того же десятилетия второй пожар уничтожил оставшиеся сооружения. В 1988 году эту землю выкупил город Сими-Валли, который переоборудовал территорию в общественный парк под первоначальным названием «Корриганвилл».

В Корриганвилле были сняты основные сцены таких известных фильмов и сериалов как «Форт Апачи» (1948), «Одинокий рейнджер» (1949—1957), «Небесный король» (1951—1962), «Плащаница» (1953), «Приключения Рин Тин Тина» (1954—1959), «Мальчик-циркач» (1956—1957), «Звёздный путь» (1966—1969).

## Избранная фильмография
За свою кинокарьеру длиной 26 лет Корриган как актёр снялся в 93 фильмах, в том числе в 30 без указания в титрах и в 3 короткометражных. Также в копилке актёра 24 из 51 ленты вестерн-серии The Three Mesquiteers.

### Актёр
- 1932 — Тарзан и человек-обезьяна[англ.] / Tarzan the Ape Man — обезьяна (в титрах не указан)
- 1934 — Тарзан и его подруга / Tarzan and His Mate — горилла (в титрах не указан)
- 1934 — Дети завтрашнего дня / Tomorrow's Children — интерн (в титрах не указан)
- 1935 — Призрачная империя[англ.] / The Phantom Empire — Громовой Всадник (в титрах не указан)
- 1935 — Ночная жизнь богов[англ.] / Night Life of the Gods — Аполлон
- 1935 — Она / She — стражник (в титрах не указан)
- 1935 — Ад Данте[англ.] / Dante's Inferno — Дьявол (в титрах не указан)
- 1935 — Мятеж на «Баунти» / Mutiny on the Bounty — моряк (в титрах не указан)
- 1935 — Поющий бродяга[англ.] / The Singing Vagabond — рядовой Хоббс (в титрах не указан)
- 1936 — Тёмная Африка[англ.] / Darkest Africa — Бонга / Самаби (в титрах не указан)
- 1936 — Флэш Гордон / Flash Gordon — Орангопоид (в титрах не указан)
- 1936 — Подводное королевство[англ.] / Undersea Kingdom — Крэш Корриган
- 1936 — Линчеватели идут[англ.] / The Vigilantes Are Coming — капитан Фремонт (в титрах не указан)
- 1937 — Всадники Свистящего Черепа[англ.] / Riders of the Whistling Skull — Таксон Смит
- 1937 — По коням[англ.] / Hit the Saddle — Таксон Смит
- 1937 — Раскрашенный скакун[англ.] / The Painted Stallion — Кларк Стюарт
- 1938 — Паническое бегство из Санта-Фе[англ.] / Santa Fe Stampede — Таксон Смит
- 1939 — Три техасских наездника[англ.] / Three Texas Steers — Таксон Смит / горилла Вилли
- 1940 — Обезьяна / The Ape — обезьяна Набу (в титрах не указан)
- 1942 — Странное дело доктора Rx[англ.] / The Strange Case of Doctor Rx — горилла Нбонго (в титрах не указан)
- 1942 — Тайна доктора Рено[англ.] / Dr. Renault's Secret — обезьяна (в титрах не указан)
- 1943 — Дикая пленница[англ.] / Captive Wild Woman — горилла Чила (в титрах не указан)
- 1944 — Женщина из джунглей / Jungle Woman — горилла Чила (в титрах не указан)
- 1944 — Набонга[англ.] / Nabonga — горилла Самсон
- 1944 — Создатель чудовищ[англ.] / The Monster Maker — горилла (в титрах не указан)
- 1945 — Монстр и обезьяна[англ.] / The Monster and the Ape — обезьяна Тор (в титрах не указан)
- 1945 — Белый Понго[англ.] / White Pongo — горилла-альбинос Белый Понго
- 1946 — Отступница[англ.] / Renegade Girl — Уильям Куантрилл
- 1948 — Неизведанный остров / Unknown Island — монстр (в титрах не указан)
- 1949 — Приключения сэра Галахада[англ.] / Adventures of Sir Galahad — Одноглазый, хозяин гостиницы
- 1952 — Бела Лугоши знакомится с бруклинской гориллой[англ.] / Bela Lugosi Meets a Brooklyn Gorilla — горилла (в титрах не указан)
- 1953 — Великие приключения капитана Кидда[англ.] / The Great Adventures of Captain Kidd — Доклин (в титрах не указан)
- 1953 — Обезьяна-убийца[англ.] / Killer Ape — Норли
- 1957 — Зомби Мора-Тау[англ.] / Zombies of Mora Tau — моряк
- 1958 — Оно! Ужас из космоса / It! The Terror from Beyond Space — Оно, марсианское чудовище

### Каскадёр-дублёр
Без указания в титрах
- 1932 — Тарзан и человек-обезьяна[англ.] / Tarzan the Ape Man
- 1934 — Тарзан и его подруга / Tarzan and His Mate
- 1936 — Тёмная Африка[англ.] / Darkest Africa
- 1936 — Флэш Гордон / Flash Gordon
- 1942 — Тайна доктора Рено[англ.] / Dr. Renault's Secret
- 1949 — Приключения сэра Галахада[англ.] / Adventures of Sir Galahad